# Tajny Gabinet

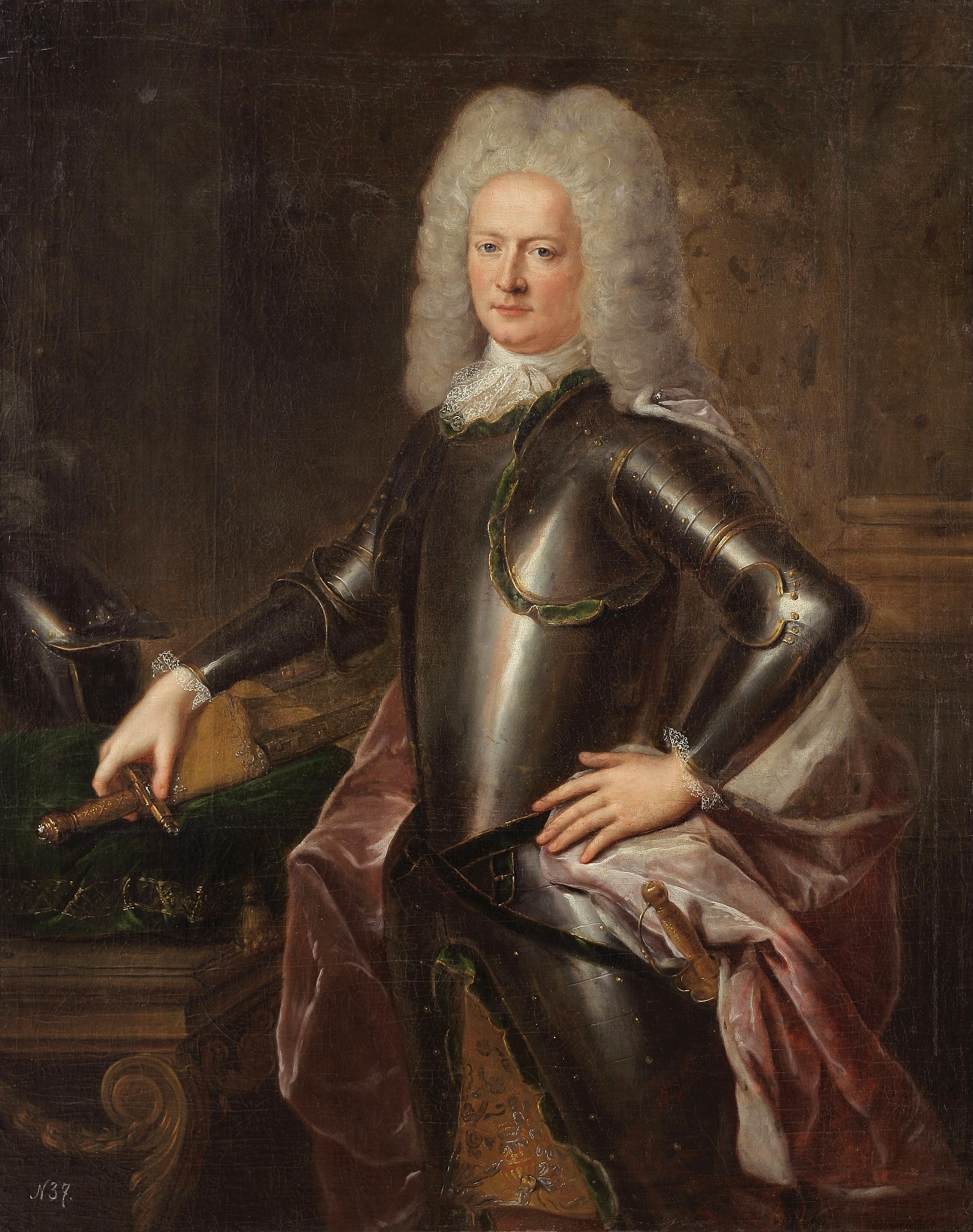
Jakob Heinrich von Flemming

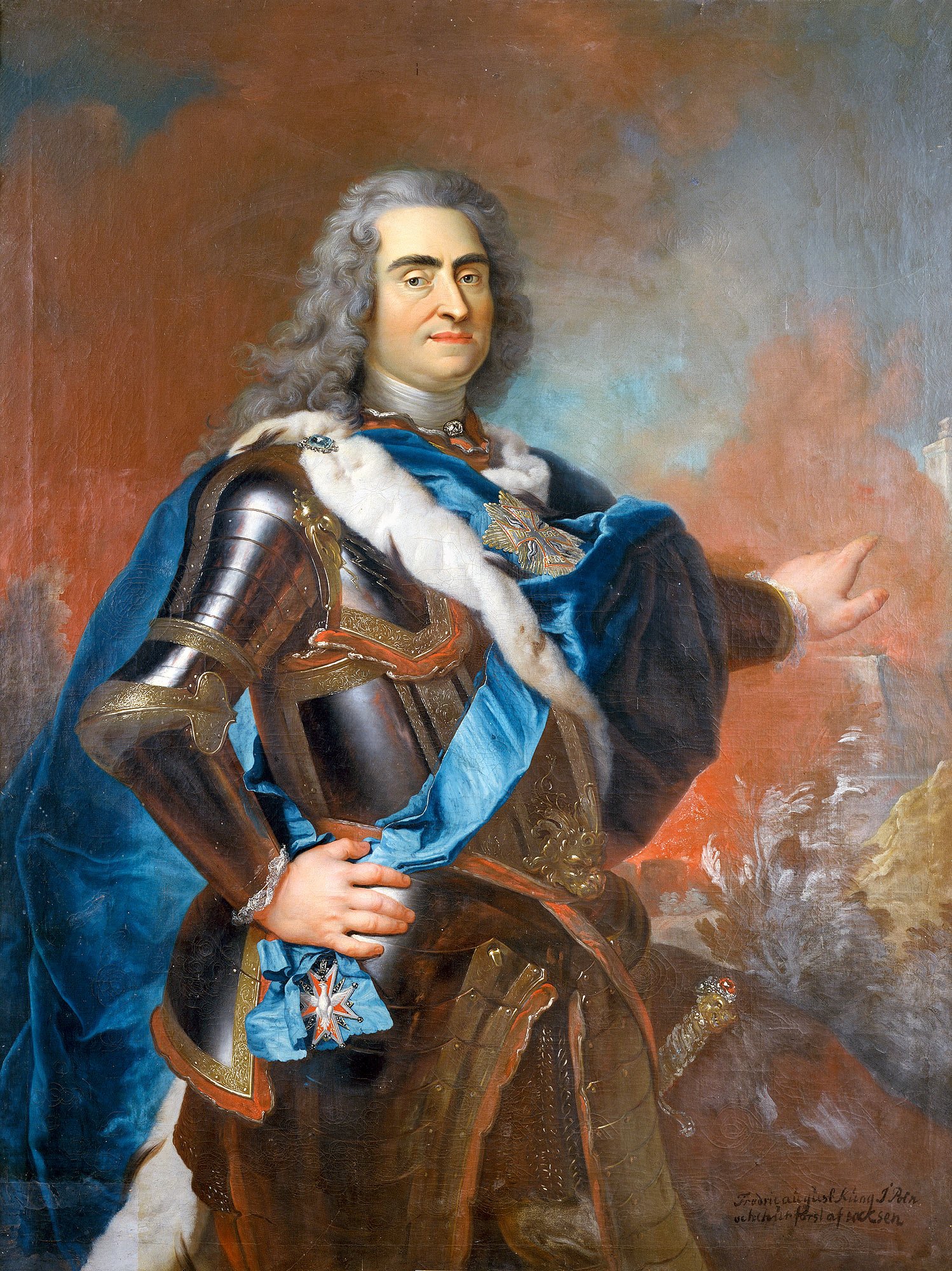
August II Mocny

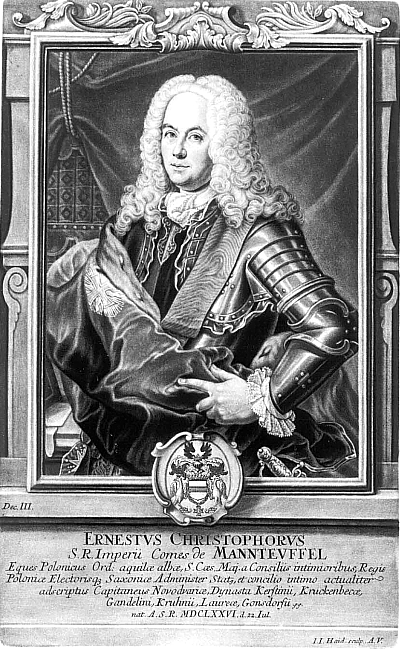
Ernst Christoph von Manteuffel

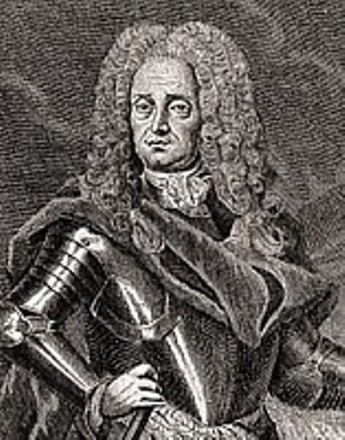
August Christoph von Wackerbarth

Tajny Gabinet – saski organ władzy, założony w 1706 roku. Na jego czele od początku do swej śmierci w 1728 roku stał Jakob Heinrich von Flemming z tytułem ministra gabinetu (niem. Cabinetsminister). 

## 1706-1710
Zadania Tajnego Gabinetu regulowało królewskie zarządzenie z 1 czerwca 1706 roku, uzupełnione reskryptem z 5 grudnia 1707 roku. Gabinetowi miały podlegać wszystkie sprawy wewnętrzne i zagraniczne, dlatego podzielono go na departamenty: Departament Domu Królewskiego i Departament Spraw Zagranicznych. Flemming objął sprawy zagraniczne.
Organ stanów Saksonii – Tajna Rada (niem. Geheimes Concillium) zajmowała się odtąd jedynie sprawami Rzeszy i granic saskich. Rada miała obowiązek informować Tajny Gabinet i jego ministrów o stanie rzeczy w Rzeszy.

## 1710-1722
Od 1710 roku wszyscy sascy ambasadorzy i posłowie mieli dostarczać swe raporty nie tylko władcy, lecz także gabinetowi. Dnia 1 listopada 1710 roku Departament Spraw Zagranicznych został podzielony na 3 działy.
Od 1710 roku polityką zagraniczną Elektoratu Saksonii kierowali: Jakob Heinrich von Flemming i dwaj inni ministrowie gabinetowi – August Christoph von Wackerbarth i Georg von Werthern. Werthern został w 1715 szefem Tajnej Rady, a jego miejsce zajął Ernst Christoph von Manteuffel, który wraz z Flemmingiem czuwali na stosunkami z "Europą Północną" (właściwie północną i wschodnią), August Christoph von Wackerbarth czuwał nad utrzymaniem dobrych relacji z dworem wiedeńskim. Włoch i minister gabinetu od 1712 roku, Pietro Roberto Taparelli, hrabia Lagnasco, zajmował się sprawami włoskimi i francuskimi. Taparellemu pomagał jego protegowany François Joseph Wicardel de Fleury et de Beaufort, który słabo znał język niemiecki.

## 1723-1728
Ostatecznie August II Mocny stwierdził, że gabinet żyje własnym życiem i zamiast służyć monarsze pośredniczy między nim a organami stanowymi, toteż w 1723 roku nakazał, by zebrania gabinetu miały miejsce jedynie w jego obecności. Planował nawet powołać królewicza Fryderyka (przyszły August III w Polsce) na pierwszego ministra gabinetu. To raczej nigdy nie nastąpiło, choć Fryderyk bywał dość regularnym uczestnikiem obrad. Posiedzenia z udziałem monarchy odbywały się we wtorki, środy, piątki i soboty od godziny 8 do 9 rano. Król zasięgał w przeważającej większości przypadków rady także u polskich ministrów.

## 1728-1731
Po śmierci Flemminga w 1728 uznano, że każdemu z departamentów Tajnego Gabinetu (spraw zagranicznych i spraw wewnętrznych) ma przewodzić po dwóch ministrów. Departament Spraw Zagranicznych przejęli wspólnie Ernst Christoph von Manteuffel i François Joseph Wicardel de Fleury et de Beaufort. Pierwszy minister Karl Heinrich von Hoym, który nastał po Flemmingu, wspierał Fleury'ego w jego mocno profrancuskim kursie politycznym, na złość proaustriackiemu Manteufflowi. W 1730 Manteuffel ustąpił, a jego miejsce zajął Pietro Roberto Taparelli, hrabia Lagnasco. François Joseph Wicardel nie umiał jednak zbyt dobrze kierować pracami gabinetu i jak tylko upadł Karl Heinrich von Hoym (1731), upadł także i on.
Ponieważ Fleury nie nauczył się dobrze niemieckiego, 4 marca 1730 zarządzono, by raporty w sprawach ogólnoeuropejskich sporządzano w języku francuskim i kierowano do Departamentu Spraw Zagranicznych, a te dotyczące Rzplitej i Saksonii do Departamentu Domu Królewskiego spisane po niemiecku. Po upadku Hoyma i Fleury'ego powrócono do dawnego zwyczaju, poseł spisywał depesze po prostu w języku, którym lepiej władał. Jedynie depesze, które miała znać także mieszczańska Tajna Rada miały być po niemiecku.

## 1731-1763
W krytycznym momencie, jakim była dla Elektoratu Saksonii wojna o polską sukcesję (od 1733), naczelny organ polityki zagranicznej nie miał spójnego kierownictwa. Jedynie na krótko przejął je proaustriacki August Christoph von Wackerbarth. Gdy na tronie polskim zasiadł August III Sas, wszystkie sprawy zagraniczne przejął Aleksander Józef Sułkowski, a po jego wygnaniu z Drezna (1738) Henryk Brühl (do swej śmierci w 1763), jako szef Departamentu Spraw Zagranicznych i jednocześnie całego Tajnego Gabinetu.